# Філліп Омонді
Філліп Омонді (англ. Phillip Omondi; нар. 1957, Тороро — пом. 21 квітня 1999) — угандійський футболіст, який грав на позиції нападника. Відомий за виступами у складі клубу «Кампала Сіті Каунсіл», у складі якого був неодноразовим чемпіоном Уганди тв володарем Кубка Уганди, та в складі національної збірної Уганди, у складі якої став срібним призером та одним із кращих бомбардирів Кубка африканських націй 1978 року. По завершенні виступів на футбольних полях — угандійський футбольний тренер.

## Клубна кар'єра
Філліп Омонді народився в місті Тороро. Дорослу футбольну кар'єру розпочав у 1973 році в складі команди «Кампала Сіті Каунсіл», де грав до 1979 року, та став у її складі дворазовим чемпіоном Уганди тв володарем Кубка Уганди. У 1979 році Омонді перейшов до складу клубу з ОАЕ «Шарджа», в якому грав до 1983 року, та став у його складі триразовим володарем Кубка Президента ОАЕ. У 1983 року повернувся до клубу «Кампала Сіті Каунсіл», у якому грав до 1987 року, та додав до своїх титулів ще два титули чемпіона країни та два титули володаря кубку.

## Виступи за збірну
З 1973 до 1987 року Філліп Омонді грав у складі національної збірної Уганди. У складі збірної Омонді брав участь у трьох фінальних турнірах Кубка африканських націй — у 1974, 1976 та 1978 років. На останньому турнірі у складі збірної Філліп Омонді став срібним призером континентальної першості та одним із кращих бомбардирів першості, відзначившись 3 (за іншими даними 4) забитими м'ячами. Також у складі збірної футболіст у 1973 і 1977 роках ставав переможцем Кубка КЕСАФА.

## Після завершення виступів на футбольних полях
Після завершення ігрової кар'єри Філліп Омонді працював футбольним тренером, до 1992 року тренував клуби «Бенк оф Уганда» і «Кампала Сіті Каунсіл». В останні роки життя один з кращих угандійських футболістів за всю її історію зловживав алкоголем. Помер Філліп Омонді 21 квітня 1999 року в Кампалі.

## Титули і досягнення
- Срібний призер Кубка африканських націй: 1978
- Чемпіон Уганди (4):

«Кампала Сіті Каунсіл»: 1976, 1977, 1983, 1985
- Володар Кубку Уганди (3):

«Кампала Сіті Каунсіл»: 1979, 1984, 1987
- Володар Кубка Президента ОАЕ (3):

«Шарджа» (футбольний клуб) : 1979-80, 1981—1982, 1982—1983
- Кращий бомбардир Кубка африканських націй : 1978 (3 м'ячі, разом із Опоку Афріє і Сегуном Одегбамі)